# Sabugal
Sabugal is een gemeente in het Portugese district Guarda.
De gemeente heeft een totale oppervlakte van 823 km² en telde 14.871 inwoners in 2001.
Bezienswaardig is het kasteel van Sabugal.

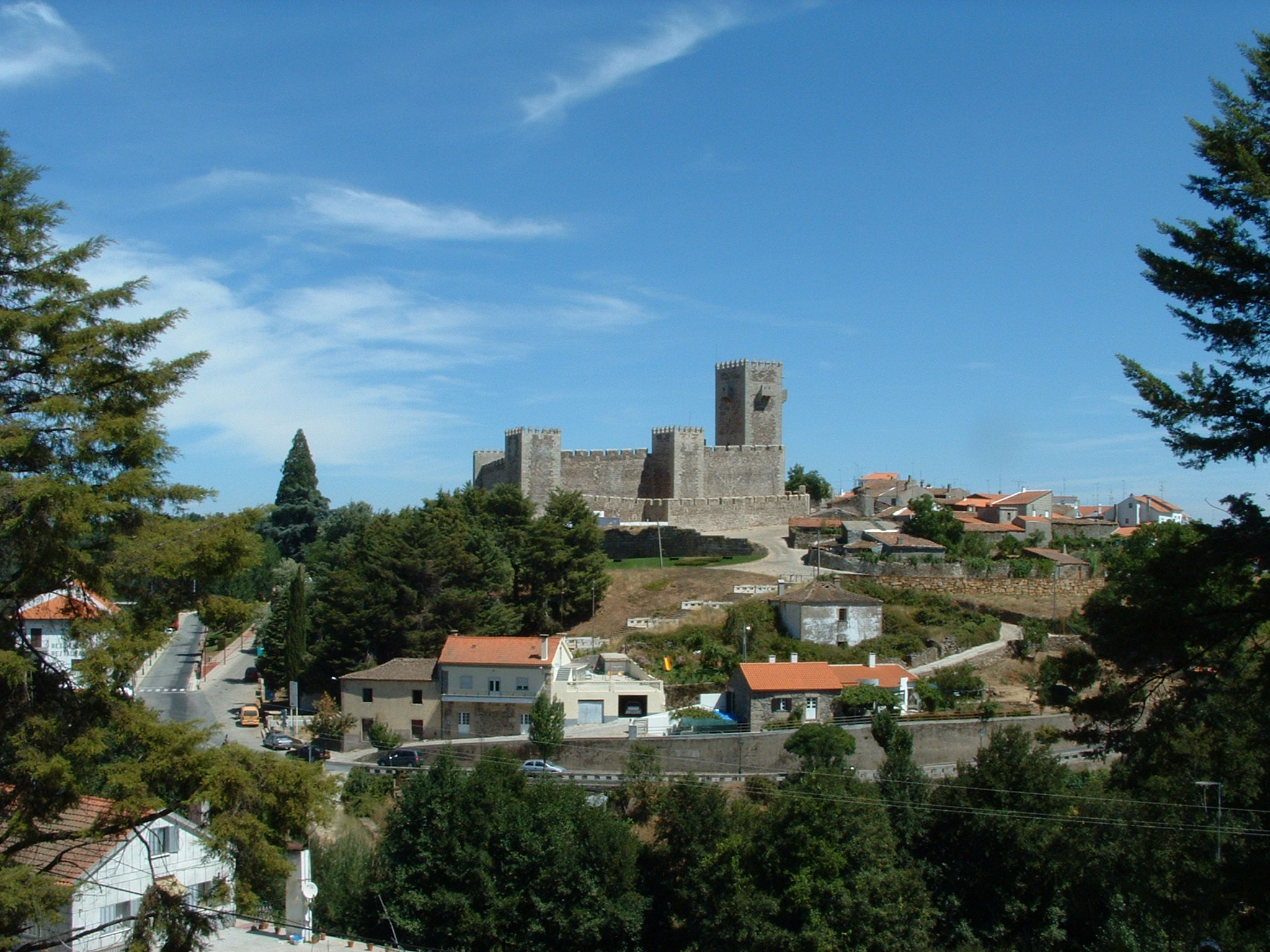
Sabugal

## Kernen
De volgende freguesias liggen in gemeente Sabugal:
- Águas Belas
- Aldeia da Ponte
- Aldeia da Ribeira
- Aldeia de Santo António
- Aldeia do Bispo
- Aldeia Velha
- Alfaiates
- Badamalos
- Baraçal
- Bendada
- Bismula
- Casteleiro
- Cerdeira do Côa
- Fóios
- Forcalhos
- Lajeosa
- Lomba
- Malcata
- Moita
- Nave
- Pena Lobo
- Pousafoles do Bispo
- Quadrazais
- Quintas de S. Bartolomeu
- Rapoula do Côa
- Rebolosa
- Rendo
- Ruivós
- Ruvina
- Sabugal
- Santo Estêvão
- Seixo do Côa
- Sortelha
- Souto
- Vale das Éguas
- Vale de Espinho
- Vale Longo
- Vila Boa
- Vila do Touro
- Vilar Maior